# Charles Ier de Hesse-Philippsthal
Charles Ier de Hesse-Phillipsthal (en allemand Karl I von Hessen-Phillippsthal, né le 23 septembre 1682 à Schmalkalden, décédé le 8 mai 1770 à Philippsthal, est landgrave de Hesse-Philippsthal de 1721 à 1770.

## Famille
Il est le fils de Philippe de Hesse-Philippsthal et de Catherine de Solms-Laubach.
En 1725, Charles Ier de Hesse-Philippsthal épousa Caroline-Christine de Saxe-Eisenach (1699-1743), (fille du duc Jean-Guillaume de Saxe-Eisenach).
Six enfants sont nés de cette union :
- Guillaume de Hesse-Philippsthal (1726-1810), landgrave de Hesse-Philippsthal
- Caroline de Hesse-Philippsthal (1728-1746)
- Frédéric de Hesse-Philippsthal (1729-1751)
- Charlotte-Amélie de Hesse-Philippsthal (1730-1801), en 1750 elle épousa Antoine Ulrich de Saxe-Meiningen (1687-1763)
- Philippine de Hesse-Philippsthal (1731-1762)

Charles Ier de Hesse-Philippsthal appartient à la lignée des Hesse-Philippsthal, cette cinquième branche est issue de la première branche de la Maison de Hesse, elle-même issue de la première branche de la Maison de Brabant.
Après l'abdication du landgrave Ernest de Hesse-Philippsthal (1846-1925) en 1868, la branche de Hesse-Philippsthal se perpétue avec la sixième branche de Hesse-Philippsthal-Barchfeld, actuellement représentée par le prince Guillaume de Hesse-Philippsthal (1933-)